# Reumatoidni artritis
Reumatiodni artritis (RA) je kronična sustavna autoimuna upalna bolest nepoznatog uzroka, koju karakterizira trajna upala zglobova (artritis), točnije sinovijalne membrane (sinovitis), iako bolest može zahvatiti i dijelove ostalih organa kao što su npr. koža, srce, pluća i oči. Reumatoidni artritis uznaprjedovanjem bolesti dovodi do uništavanja zglobnih struktura, obično praćenim sustavnim stukturama i bolom. Ova bolest smanjuje životni vijek i kvalitetu života pacijenta.

## Dijagnostika
Bolest se dijagnosticira uz pomoć kliničkog pregleda zglobova, radioloških pretraga (Rtg zglobova, UZV zglobova), nalaza upalnih parametara (CRP, SE) i imunoloških pretraga za reumatoidni faktor (RF) i anticitrulinska protutijela (anticitrulinski ciklički peptid, anti-CCP). Navedene pretrage dio su kriterija koje su 2010. zajedno donijele organizacije ACR (engl. American College of Rheumatology) i EULAR (engl. European League Against Rheumatism), koji se koristi za pomoć u dijagnosticiranju bolesti.
Pretrage za otkrivanje reumatoidnog artritisa uključuju:
- aspiraciju zglobova
- RTG oboljelih zglobova
- serološke pretrage
- uzimanje krvi i kompletnu krvnu sliku

## Klinički znakovi

### Zglobovi
Bolest najčešće zahvaća zglobove i to najčešće (poredani po učestalosti): metakarpofalangealne zglobove (MCP), zglobove zapešća, proksimalne interfalangealne zglobove (PIP), koljena, metatarzofalangealne zglobove (MTP), ramena, zglob gležnja, vratni dio kralježnice, kukove, lakatove i temporomandibularne zglobove. Zahvaćeni zglob je najčešće otečen, bolan, smanjenog opsega kretanja. 

### Koža
Reumatoidni čvorići (noduli) su kožna manifestacije bolesti. Patohistološki radi se o nekrotizirajućem granulomu koji može biti velične nekoliko milimetara do nekoliko centimetara, a obično se nalazi na područjima koštane prominencije, tj. na mjestima najvećeg mehaničkog stresa (npr. olekranona lakatne kosti, tuberositas petne kosti). U RA često nalazimo i vaskulitise, bilo kao mikroinfarkte u području nokta ili kao lat. livedo reticularis.

### Koljena
Javlja se sinovitis efuzije koljena. Koljena ne odgovaraju dobro na upotrebu steroida. Povjećan je rizik od stvaranja ciste i rupture. U kasnim fazama dolazi do oštećenja i gubitka hrskavice hrskavice, što se vidi na RTG.

### Ostali organi
RA često prate opći simptomi kao što su umor, malaksalost, blago povišena tj. temperatura, gubitak apetita, gubitak na tjelesnoj težini. Fibroza pluća ili pleuralni izljevi su česta manifestacija zahvaćenosti pluća. Oboljeli od RA su skloniji aterosklerozi te imaju povećani rizik za srčani i moždani udar. Ostale srčane komplikacije RA mogu biti perikarditis, endokarditis, fibroza. Oči mogu biti zahvaćene izravno episkleritisom, dok je češća neizravna komplikacija sindrom suhog oka (kseroftalmija) uzrokovan infiltracijom limfocita u suzne žlijezde i žlijezde slinovnice. Često je kod bolesnika prisutna anemija i osteoporoza. Sindrom karpalnog kanala je uzrokovan oteklinom u području zglobova šake kuda prolazi medijani živac (lat. nervus medianus).

### Povišen CRP
Reumatoidni arttritis koji se ne tretira prate povišene razine CRP. Povišen CRP je ritični faktor za dobivanje arteroskleroze.

### Anemija
Anemija je gotovo uvek prisutna kod reumatoidnog artritisa. Može postojati kao nedostatak željeza zbog uzimanja antirumatika ili hemolitička. Pored anemije se javlja visok broj tombocita s aktivnošću bolesti i njezinim napretkom.

## Lijekovi
Bolest se ne može izliječiti, ali se različitim terapijskim postupcima (npr. fizikalna terapija) i lijekovima pokušava usporiti tijek bolesti i smanjiti simptome bolesti. U liječenju bolesti koriste se nesteroidni protuupalni lijekovi, kortikosteroidi, antimetaboliti (npr. metotreksat), nebiološki i biološki lijekovi koji inhibiraju TNF alfa, blokatori interleukina 1, monoklonalna antitijela protiv B-limfocita, blokatori kostimulacije T-limfocita. Kirurški se može odstraniti dio upalno promijenjene membrane sinovektomijom, a po potrebi zamijeniti dio ili čitavi zglob.